# Barriera di sicurezza

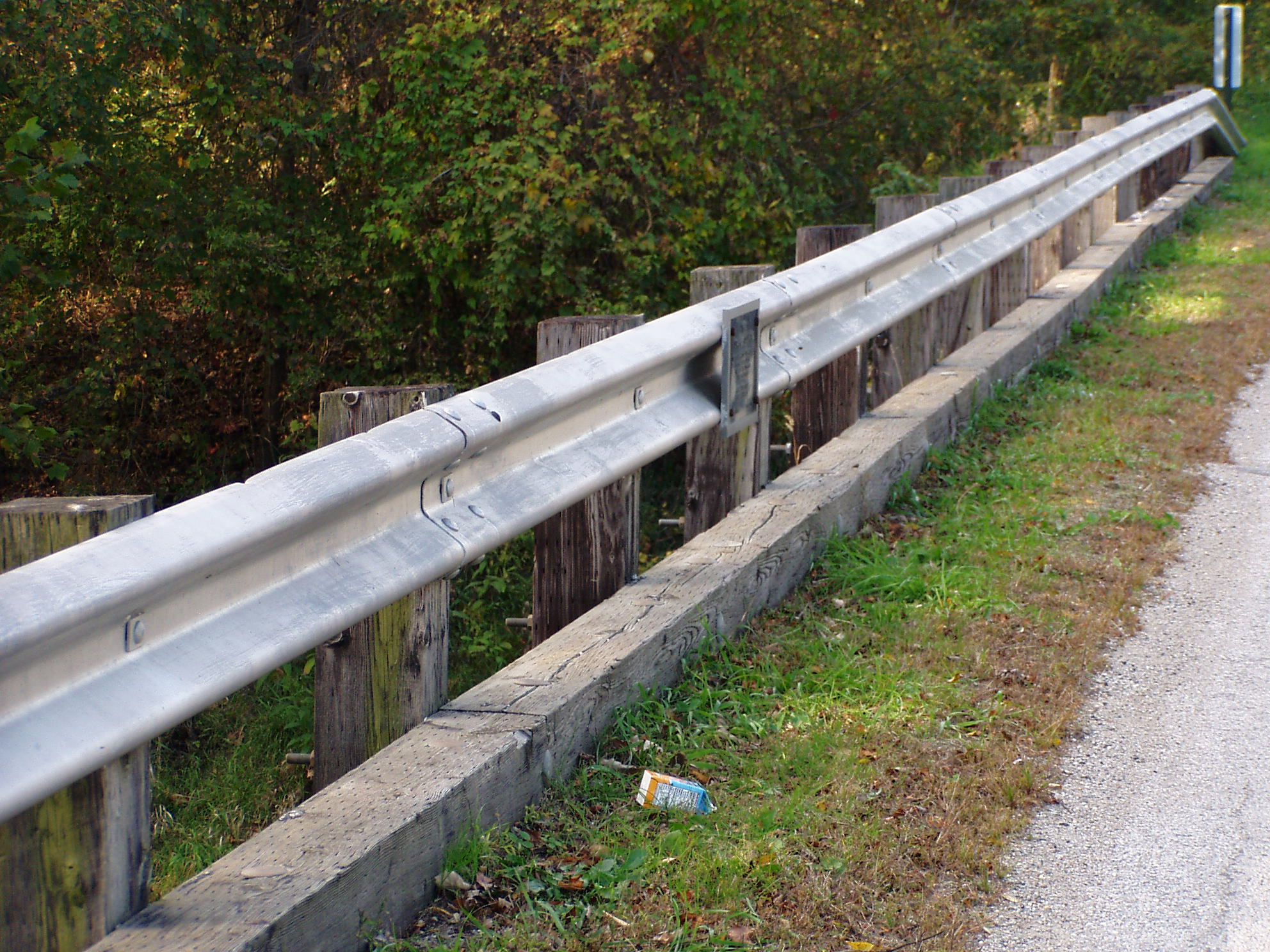
Guard rail

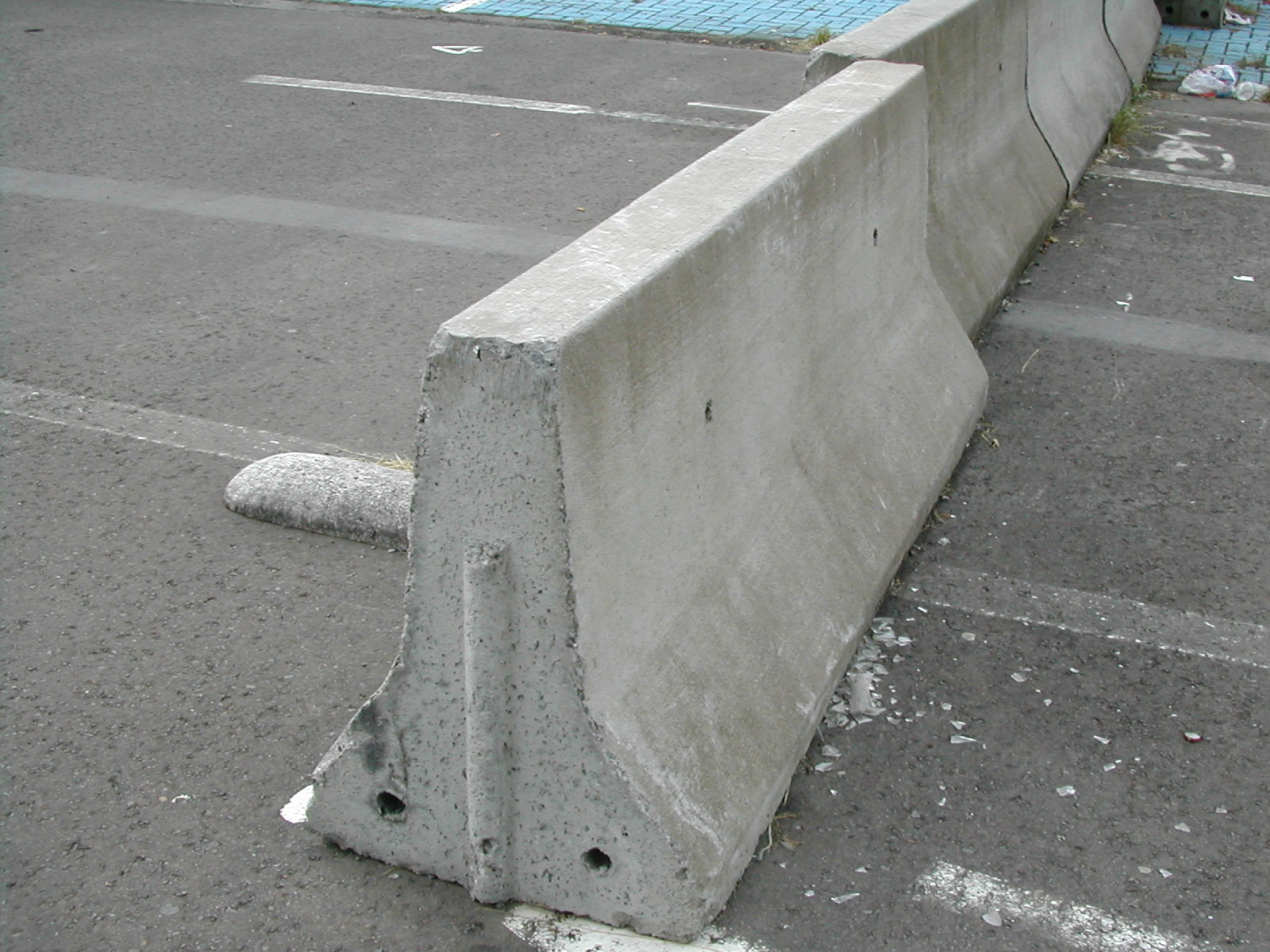
Barriera Jersey in calcestruzzo

Una barriera di sicurezza è un dispositivo di ritenuta posto al fine di contenere e redirigere i veicoli uscenti dalla carreggiata e migliorare la sicurezza stradale.
Può essere realizzato con sistema guard rail o con barriere New Jersey a seconda dei casi specifici regolati dalla normativa.
La soluzione con guard rail può prevedere l'impiego di materiali quali acciaio o legno. La soluzione in acciaio è spesso realizzata con montante a cui è collegato un nastro bi-onda o tri-onda.
Questo tipo di soluzione, efficace per i veicoli a quattro o più ruote, può risultare mortale per i motociclisti in seguito a una caduta, a causa dei montanti che, se presentano un tratto libero troppo alto rispetto al terreno, possono tramutarsi in altrettante ghigliottine.

## Classificazione
Le barriere di sicurezza sono classificate rispetto a 
- livello di contenimento
- larghezza operativa
- deformazione permanente

Il livello di contenimento (Lc) è definito attraverso delle prove di accettazione che utilizzano crash test e definisce il tipo di barriera e anche, indirettamente, la categoria stradale di destinazione.
{\displaystyle L_{c}={\frac {1}{2}}M(V\mathrm {sen} \alpha )^{2}}
{\displaystyle L_{c}=[\,\mathrm {joule} \,]\ }
dove  M è la massa del veicolo impattante; V senα è la componente attiva nell'urto della velocità del veicolo e α l'angolo d'impatto.
La larghezza operativa (W) è lo spazio necessario alla barriera di sicurezza per poter operare in sicurezza, ad esempio le barriere bifilari spartitraffico devono avere garantito lo spazio pari o superiore alla larghezza operativa per non invadere la carreggiata del senso di marcia opposto.

## Scelta per tipologia stradale e tipologia di traffico
Maggiore è la qualità del tipo di strada da proteggere, maggiore sarà la classe di prestazione della barriera, a causa anche della crescita della velocità di percorrenza con la qualità della strada.
Maggiore sarà la percentuale di mezzi pesanti rispetto al traffico, maggiore dovrà essere il livello di contenimento e quindi la classe di prestazione.
La scelta della barriera sarà influenzata anche dalla larghezza utile (W) e dallo spazio disponibile all'installazione.
| Classi di livelli di larghezza operativa (W) | Livelli di larghezza operativa [m] |
| -------------------------------------------- | ---------------------------------- |
| W1                                           | W ≤ 0,6                            |
| W2                                           | W ≤ 0,8                            |
| W3                                           | W ≤ 1,0                            |
| W4                                           | W ≤ 1,3                            |
| W5                                           | W ≤ 1,7                            |
| W6                                           | W ≤ 2,1                            |
| W7                                           | W ≤ 2,5                            |
| W8                                           | W ≤ 3,5                            |

## Verifiche
Una barriera per essere omologata deve rispettare i seguenti indici di severità dell'urto
| Livello di severità dell'urto (Impact severity level) | Valori degli indici        |
| ----------------------------------------------------- | -------------------------- |
| A                                                     | ASI ≤ 1,0 e THIV ≤ 33 km/h |
| B                                                     | ASI ≤ 1,4 e PHD ≤ 20 g     |

dove:
- g = 9,8 m/s²
- ASI Acceleration severity Index
- PHD Post-Impact Head Deceleration
- THIV Theoretical Head Impact Velocity

Il livello di severità dell'urto A garantisce un maggiore livello di sicurezza per gli occupanti del veicolo che esce di strada rispetto al livello B che viene preferito quando altre considerazioni si equivalgono.
Inoltre la stabilità del terreno deve essere verificata, altrimenti dopo l'urto il terreno può cedere o strapparsi.

## Tabella di accettazione per barriere di sicurezza
| Prove d'urto | Prove d'urto           | Prove d'urto      | Prove d'urto                  | Prove d'urto         | Prove d'urto |
| Prova        | Velocità d'urto [km/h] | Angolo d'urto [°] | Massa totale del veicolo [kg] | Tipo di veicolo      |              |
| ------------ | ---------------------- | ----------------- | ----------------------------- | -------------------- | ------------ |
| TB11         | 100                    | 20                | 900                           | Automobile           |              |
| TB21         | 80                     | 8                 | 1300                          | Automobile           |              |
| TB22         | 80                     | 15                | 1300                          | Automobile           |              |
| TB31         | 80                     | 20                | 1500                          | Automobile           |              |
| TB32         | 110                    | 20                | 1500                          | Automobile           |              |
| TB41         | 70                     | 8                 | 10000                         | Autocarro rigido     |              |
| TB42         | 70                     | 15                | 10000                         | Autocarro rigido     |              |
| TB51         | 70                     | 20                | 13000                         | Autobus              |              |
| TB61         | 80                     | 20                | 16000                         | Autocarro rigido     |              |
| TB71         | 65                     | 20                | 30000                         | Autocarro rigido     |              |
| TB81         | 65                     | 20                | 38000                         | Autocarro articolato |              |

| Livelli di contenimento e Prova di accettazione | Livelli di contenimento e Prova di accettazione | Livelli di contenimento e Prova di accettazione |
|                                                 | Livelli di contenimento                         | Prova di accettazione                           |
| ----------------------------------------------- | ----------------------------------------------- | ----------------------------------------------- |
| Contenimento con angolo d'urto basso            | T1                                              | TB21                                            |
|                                                 | T2                                              | TB22                                            |
|                                                 | T3                                              | TB41 e TB21                                     |
| Contenimento normale                            | N1                                              | TB31                                            |
|                                                 | N2                                              | TB32 E TB11                                     |
| Contenimento più elevato                        | H1                                              | TB42 E TB11                                     |
|                                                 | H2                                              | TB51 E TB11                                     |
|                                                 | H3                                              | TB61 E TB11                                     |
| Contenimento molto elevato                      | H4a                                             | TB71 E TB11                                     |
|                                                 | H4b                                             | TB81 E TB11                                     |